# Eternity/The Road to Mandalay
'"Eternity/The Road to Mandalay"' é uma canção escrita por Robbie Williams e Guy Chambers gravada pelo cantor Robbie Williams.
É o quinto single do terceiro álbum de estúdio lançado a 28 de Agosto de 2000, Sing When You're Winning.

## Paradas
| Parada (2001)                  | Posições |
| ------------------------------ | -------- |
| Reino Unido - UK Singles Chart | 1        |
| Nova Zelândia                  | 1        |
| Irlanda                        | 2        |
| Dinamarca                      | 3        |
| Itália                         | 4        |
| Bélgica (Flandres)             | 6        |
| Alemanha                       | 7        |
| Áustria                        | 9        |
| Bélgica (Vallónia)             | 9        |
| Suíça                          | 10       |
| Países Baixos                  | 11       |
| Canadá                         | 31       |
| Suécia                         | 34       |
| França                         | 45       |